# Handleyomys fuscatus
Handleyomys fuscatus és una espècie de mamífer rosegador de la família dels cricètids. És endèmic de l'oest de Colòmbia, on viu a altituds d'entre 1.700 i 2.700 msnm. Els seus hàbitats naturals són els boscos humits premontans, els boscos secundaris, els camps de conreu i les pastures. Està amenaçat per la desforestació.